# Polystichum papuanum
Polystichum papuanum är en träjonväxtart som beskrevs av Carl Frederik Albert Christensen. Polystichum papuanum ingår i släktet Polystichum och familjen Dryopteridaceae. Inga underarter finns listade.